# Zdeněk Žemla
Zdeněk „Jánský“ Žemla (* 1883; † 19. Juli 1927 in Zborov na Moravě, Tschechoslowakei) war ein böhmischer Tennisspieler.

## Leben
Žemla nahm 1906 an den Olympischen Zwischenspielen in Athen teil und gewann zwei Bronzemedaillen. Im Einzel unterlag er Žemla in der zweiten Runde dem Franzosen und späteren Silbermedaillengewinner Maurice Germot. Ihm wurde für seine Leistung gegen Germot dennoch die Bronzemedaille zuerkannt, da dafür die beste Leistung gegen die Finalisten des Turniers als Kriterium herangezogen wurde. In der Doppelkonkurrenz trat der Spieler aus Böhmen mit seinem Landsmann Ladislav Žemla an. Sie unterlagen dem griechischen Duo Xenophon Kasdaglis und Ioannis Ballis.
Es wird vermutet, dass es sich bei den drei Žemlas, die an den Spielen 1906 teilnahmen – neben Zdeněk noch Ladislav und Jaroslav – um Brüder handelt, was aber noch nicht abschließend bewiesen werden konnte. Ladislav war der erfolgreichste der drei und nahm an fünf weiteren Olympischen Spielen teil.
Zdeněk spielte noch eine Reihe von Turnieren in Europa. Sein bestes Abschneiden erreichte er bei den Austrian International Championships, wo er 1901 das Halbfinale sowie 1904 und 1906 das Viertelfinale erreichen konnte.